# Macerație carbonică

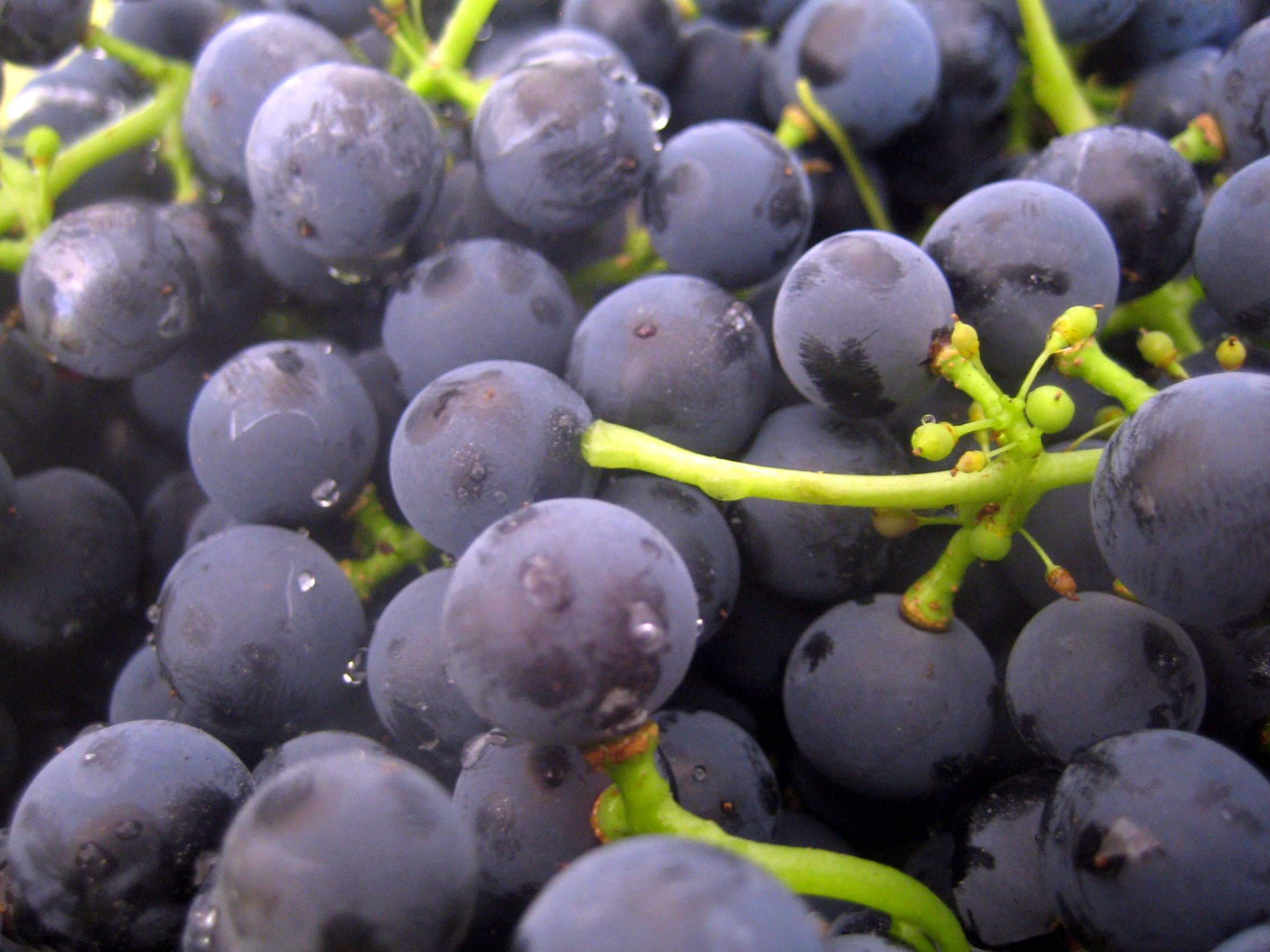
Struguri aflați în proces de fermentare. Stratul albicios de pe struguri este format din ceară epicuticulară și nu este un soi de ciupercă.

Macerația Carbonică este o metodă specială de fermentare a strugurilor, utilizată în principal la producerea vinului Beaujolais Nouveau. Aceasta metodă se aplică mai ales varietății de struguri Gamay și constă în recoltarea manuală a acestora, care ulterior sunt plasați în vase speciale de fermentare. Boabele sunt păstrate întregi, fără a fi presate și sunt acoperite cu o pătură de dioxid de carbon, care are rolul de a proteja boabele de contactul cu oxigenul. În acest ambient anaerob are loc fermentația individual-enzimatică a boabelor de strugure, presate sub propria lor greutate.
Macerația carbonică are ca rezultat vinuri foarte "tinere" de culoare roșu-purpurie cu un nivel scăzut al acidității și taninului. Aproape 25% din acest vin este îmbuteliat la câteva săptămâni de la fermentare și este lansat pe piață în întreaga lume în a treia joi a lunii noiembrie din fiecare an, sub numele de Beaujolais Nouveau.